# Casey Affleck
Caleb Casey McGuire Affleck-Boldt (Falmouth, Massachusetts, 1975. augusztus 12. –) Oscar-, BAFTA- és Golden Globe-díjas amerikai színész, filmrendező, forgatókönyvíró és filmproducer.
Pályafutását gyermekszínészként kezdte televíziós műsorokban. Szerepelt Gus Van Sant három filmjében – Majd' megdöglik érte (1995), Good Will Hunting (1997) és Gerry (2002) – továbbá feltűnt Steven Soderbergh Ocean's Eleven-trilógiájában (2001—2007). Első filmfőszerepét 2006-ban kapta Steve Buscemi Facér Jimmy című rendezésében.
2007-ben jött el számára a filmes áttörés, amikor Jesse James meggyilkolása, a tettes a gyáva Robert Ford című westernfilmjével férfi mellékszereplőként Oscar-jelölést szerzett. Ugyanebben az évben főszerepet alakított bátyja, Ben Affleck Hideg nyomon című bűnügyi thrillerjében. 2010-ben Casey Affleck rendezőként is kipróbálhatta magát, amikor elkészítette I'm Still Here című áldokumentumfilmjét.
A 2010-es évek első felében játszott a Hogyan lopjunk felhőkarcolót? (2011), a ParaNorman (2012) és a Csillagok között (2014) című filmekben. 2016-ban érte el addigi legnagyobb szakmai sikerét, amikor A régi város főszereplőjeként Oscar-, BAFTA- és Golden Globe-díjakat vehetett át. Az évtized második felében szerepelt még a Szellem/világ (2017) és az Úriember revolverrel című filmekben.

## Gyermekkora és tanulmányai
Caleb Casey McGuire Affleck-Boldt néven született a Massachusetts állambeli Falmouth-ban. Szülei Christopher Anne, a kerületi iskolavezetés egyik tisztviselője, illetve tanár, valamint Timothy Byers Affleck, gyógyszerész, szociális munkás, gondnok, autószerelő, csapos és a Theater Company of Boston volt színésze.
A középiskola befejezése után a George Washington Egyetemen tanult tovább, később átiratkozott a New York-i Columbia Egyetemre, ahol fizikából, csillagászatból és nyugati filozófiából szerzett diplomát.

## Magánélete
Az 1990-es évek végén barátja, Joaquin Phoenix révén ismerte meg Summer Phoenix színésznőt. 2000-ben kezdtek el randevúzni, együtt szerepeltek a Férjfogó (2000) című filmben, valamint a This Is Our Youth színdarab 2002-es előadásán. 2004 januárjában jegyezték el egymást, 2006. június 3-án összeházasodtak. Két gyermekük született: Indiana August (2004 májusa) és Atticus (2007 decembere).
2017. augusztus 1-jén Phoenix beadta a válókeresetet, „kibékíthetetlen ellentétekre” hivatkozva, válásukat egy évvel később véglegesítették. Affleck elmondása alapján békésen zajlott le válásuk és volt feleségével azóta is barátok maradtak.[forrás?]
2021 januárja óta Affleck Caylee Cowan színésznő partnere.

## Filmográfia

### Film

#### Rendező, író és producer
| Év   | Magyar cím         | Eredeti cím               | Feladatkör | Feladatkör | Feladatkör | Megjegyzések     |
| Év   | Magyar cím         | Eredeti cím               | Rendező    | Író        | Producer   | Megjegyzések     |
| ---- | ------------------ | ------------------------- | ---------- | ---------- | ---------- | ---------------- |
| 2002 | Gerry              | Gerry                     | Nem        | Igen       | Nem        | vágó             |
| 2010 |                    | I'm Still Here            | Igen       | Igen       | Igen       | operatőr és vágó |
| 2018 |                    | Where the Night Takes You | Nem        | Nem        | Vezető     |                  |
| 2019 | Életem fénye       | Light of My Life          | Igen       | Igen       | Igen       |                  |
| 2020 | Eljövendő világ    | The World to Come         | Nem        | Nem        | Igen       |                  |
| 2021 | Amíg csak lélegzel | Every Breath You Take     | Nem        | Nem        | Vezető     |                  |
| 2021 |                    | Tougher Than a Tank       | Nem        | Nem        | Vezető     | dokumentumfilm   |

#### Színész
| Év   | Magyar cím                                              | Eredeti cím                                                | Szerep               | Magyar hang         | Rendező                  |
| ---- | ------------------------------------------------------- | ---------------------------------------------------------- | -------------------- | ------------------- | ------------------------ |
| 1995 | Majd' megdöglik érte                                    | To Die For                                                 | Russel Hines         | Bartucz Attila      | Gus Van Sant (1.)        |
| 1995 | Majd' megdöglik érte                                    | To Die For                                                 | Russel Hines         | Simonyi Balázs      | Gus Van Sant (1.)        |
| 1996 | Napszekerek (Napsugár-futam)                            | Race the Sun                                               | Daniel Webster       | Dévai Balázs        | Charles T. Kanganis      |
| 1997 | Fuldokló ifjúság                                        | Floating                                                   | iskolai előkészítős  |                     | William Roth             |
| 1997 | Comic strip – Képtelen képregény                        | Chasing Amy                                                | kisfiú               | Welker Gábor        | Kevin Smith              |
| 1997 | Good Will Hunting                                       | Good Will Hunting                                          | Morgan O'Mally       | Dévai Balázs        | Gus Van Sant (2.)        |
| 1998 | A világ legnagyobb tölcsére                             | Desert Blue                                                | Pete                 |                     | Morgan J. Freeman        |
| 1999 | 200 szál cigi                                           | 200 Cigarettes                                             | Tom                  | Crespo Rodrigo      | Risa Bramon Garcia       |
| 1999 | Amerikai pite                                           | American Pie                                               | Tom Myers            | Barabás Kiss Zoltán | Paul Weitz               |
| 1999 | Amerikai pite                                           | American Pie                                               | Tom Myers            | Barabás Kiss Zoltán | Chris Weitz              |
| 2000 | Dögölj meg, drága Mona!                                 | Drowning Mona                                              | Bobby Calzone        | Bolba Tamás         | Nick Gomez               |
| 2000 | Férjfogó                                                | Committed                                                  | Jay                  | Csőre Gábor         | Lisa Krueger             |
| 2000 | Hamlet                                                  | Hamlet                                                     | Fortinbras           |                     | Michael Almereyda        |
| 2000 |                                                         | Attention Shoppers                                         | Jed                  |                     | Philip Charles MacKenzie |
| 2001 | Ocean’s Eleven – Tripla vagy semmi                      | Ocean’s Eleven                                             | Virgil Malloy        | Simonyi Balázs      | Steven Soderbergh (1.)   |
| 2001 | Amerikai pite 2.                                        | American Pie 2                                             | Tom Myers            | Barabás Kiss Zoltán | J. B. Rogers             |
| 2001 |                                                         | Soul Survivors                                             | Sean                 |                     | Stephen Carpenter        |
| 2002 | Gerry                                                   | Gerry                                                      | Gerry                | Hevér Gábor         | Gus Van Sant (3.)        |
| 2004 | Ocean’s Twelve – Eggyel nő a tét                        | Ocean's Twelve                                             | Virgil Malloy        | Simonyi Balázs      | Steven Soderbergh (2.)   |
| 2005 | Facér Jimmy                                             | Lonesome Jim                                               | Jim                  | Hevér Gábor         | Steve Buscemi            |
| 2006 | Az utolsó csók                                          | The Last Kiss                                              | Chris                | Simonyi Balázs      | Tony Goldwyn             |
| 2007 | Ocean’s Thirteen – A játszma folytatódik                | Ocean's Thirteen                                           | Virgil Malloy        | Simonyi Balázs      | Steven Soderbergh (3.)   |
| 2007 | Jesse James meggyilkolása, a tettes a gyáva Robert Ford | The Assassination of Jesse James by the Coward Robert Ford | Robert Ford          | Csőre Gábor         | Andrew Dominik           |
| 2007 | Hideg nyomon                                            | Gone Baby Gone                                             | Patrick Kenzie       | Bartucz Attila      | Ben Affleck              |
| 2010 | A gyilkos bennem él                                     | The Killer Inside Me                                       | Lou Ford             | Miller Zoltán       | Michael Winterbottom     |
| 2010 |                                                         | I'm Still Here                                             | önmaga               |                     | Casey Affleck (1.)       |
| 2011 | Hogyan lopjunk felhőkarcolót?                           | Tower Heist                                                | Charlie Gibbs        | Hevér Gábor         | Brett Ratner             |
| 2012 | ParaNorman                                              | ParaNorman                                                 | Mitch Downe (hangja) | Simonyi Balázs      | Sam Fell                 |
| 2012 | ParaNorman                                              | ParaNorman                                                 | Mitch Downe (hangja) | Simonyi Balázs      | Chris Butler             |
| 2013 | Vétkező szentek                                         | Ain't Them Bodies Saints                                   | Bob Muldoon          | Hevér Gábor         | David Lowery (1.)        |
| 2013 | A harag tüze                                            | Out of the Furnace                                         | Rodney Baze Jr.      | Dévai Balázs        | Scott Cooper             |
| 2014 | Csillagok között                                        | Interstellar                                               | Tom Cooper           | Hevér Gábor         | Christopher Nolan (1.)   |
| 2015 |                                                         | Unity (dokumentumfilm)                                     | narrátor (hangja)    |                     | Shaun Monson             |
| 2016 | A régi város                                            | Manchester by the sea                                      | Lee Chandler         | Hevér Gábor         | Kenneth Lonergan         |
| 2016 | Viharlovagok                                            | The Finest Hours                                           | Ray Sybert           | Simonyi Balázs      | Craig Gillespie          |
| 2016 | Tripla kilences                                         | Triple 9                                                   | Chris Allen          | Szatory Dávid       | John Hillcoat            |
| 2017 | Szellem/világ (Kísértettörténet)                        | A Ghost Story                                              | C                    | Simonyi Balázs      | David Lowery (2.)        |
| 2018 | Úriember revolverrel                                    | The Old Man & the Gun                                      | John Hunt            | Czvetkó Sándor      | David Lowery (3.)        |
| 2019 | Életem fénye                                            | Light of My Life                                           | Apa                  | Dévai Balázs        | Casey Affleck (2.)       |
| 2019 | A barátunk                                              | Our Friend                                                 | Matthew Teague       | Rajkai Zoltán       | Gabriela Cowperthwaite   |
| 2020 | Eljövendő világ                                         | The World to Come                                          | Dyer                 | Hevér Gábor         | Mona Fastvold            |
| 2021 | Amíg csak lélegzel                                      | Every Breath You Take                                      | Phillip              | Hevér Gábor         | Vaughn Stein             |
| 2022 |                                                         | Dreamin' Wild                                              | Donnie               |                     | Bill Pohlad              |
| 2023 | Oppenheimer                                             | Oppenheimer                                                | Boris Pash           | Hevér Gábor         | Christopher Nolan (2.)   |
| 2024 | A felbujtók                                             | The Instigators                                            | Cobby                |                     | Doug Liman               |
| 2024 | A manőver                                               | Slingshot                                                  | John                 | Hevér Gábor         | Mikael Håfström          |

### Televízió
| Év   | Eredeti cím                   | Szerep                        | Megjegyzések           |
| ---- | ----------------------------- | ----------------------------- | ---------------------- |
| 1988 | Lemon Sky                     | Jerry                         | tévéfilm               |
| 1990 | The Kennedys of Massachusetts | Robert Kennedy (12–15 évesen) | minisorozat (3 epizód) |
| 2010 | WWII in HD: The Air War       | Joe Armanini (hangja)         | tévéfilm               |
| 2016 | Saturday Night Live           | önmaga (házigazda)            | 1 epizód               |

## Díjak, jelölések
A régi város
- Golden Globe-díj (2017) – Legjobb drámai színész díj
- Oscar-díj (2017)- Legjobb férfi főszereplő díj

Jesse James meggyilkolása, a tettes a gyáva Robert Ford
- Oscar-díj (2008) – Legjobb férfi mellékszereplő jelölés
- Golden Globe-díj (2008) – Legjobb férfi mellékszereplő jelölés

Ocean’s Eleven – Tripla vagy semmi
- MTV Movie Awards (2002) – Legjobb filmes csapat jelölés

## Fordítás
- Ez a szócikk részben vagy egészben  a   Casey Affleck című angol Wikipédia-szócikk fordításán alapul.  Az eredeti cikk szerkesztőit annak laptörténete sorolja fel. Ez a jelzés csupán a megfogalmazás eredetét és a szerzői jogokat jelzi, nem szolgál a cikkben szereplő információk forrásmegjelöléseként.